# Пёктон
Пёктон (кор. 벽동군?, 碧潼郡?) — уезд в КНДР, входящий в состав северо-западной провинции Пхёнан-Пукто. Был выделен в 1952 году в результате административной реформы из соседнего уезда Уси провинции Чагандо.

## География
На севере уезд граничит с Китаем. Граница проходит по реке Ялуцзян. На западе от него находится уезд Чхансон, на юге — уезд Тончхан, оба — в провинции Пхёнан-Пукто. На востоке — уезд Уси провинции Чагандо.
Природный ландшафт уезда Пёктон представляет собой степные равнины и горные массивы, в том числе Амнокканское нагорье. Наивысшая точка — гора Пиребон (1470 м). Здесь протекают реки — Тончхон, Сонгечхон, и Намчхон. На последней построена ГЭС.

## Климат и экономика
Среднегодовая температура на территории уезда лежит около +7,1 °C, в январе она опускается до −12,5 °C и в августе может подниматься до 23 °C. Климат относительно засушливый, годовое количество осадков ок. 992 mm. 80 % всех земель уезда занимают леса, а в сельском хозяйстве используются лишь 7 % территории.
Основой экономики уезда является лесная промышленность. Из сельскохозяйственных культур в Пёктоне выращивают кукурузу, сою, батат, картофель, перец и хмель. Широко развито овцеводство, по количеству этих животных Пёктон занимает второе место в КНДР.